# Tic Tac

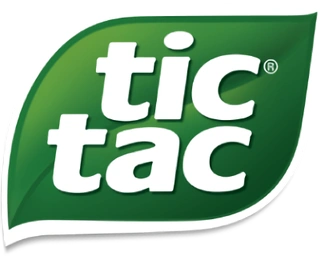
Logo Tic Tac

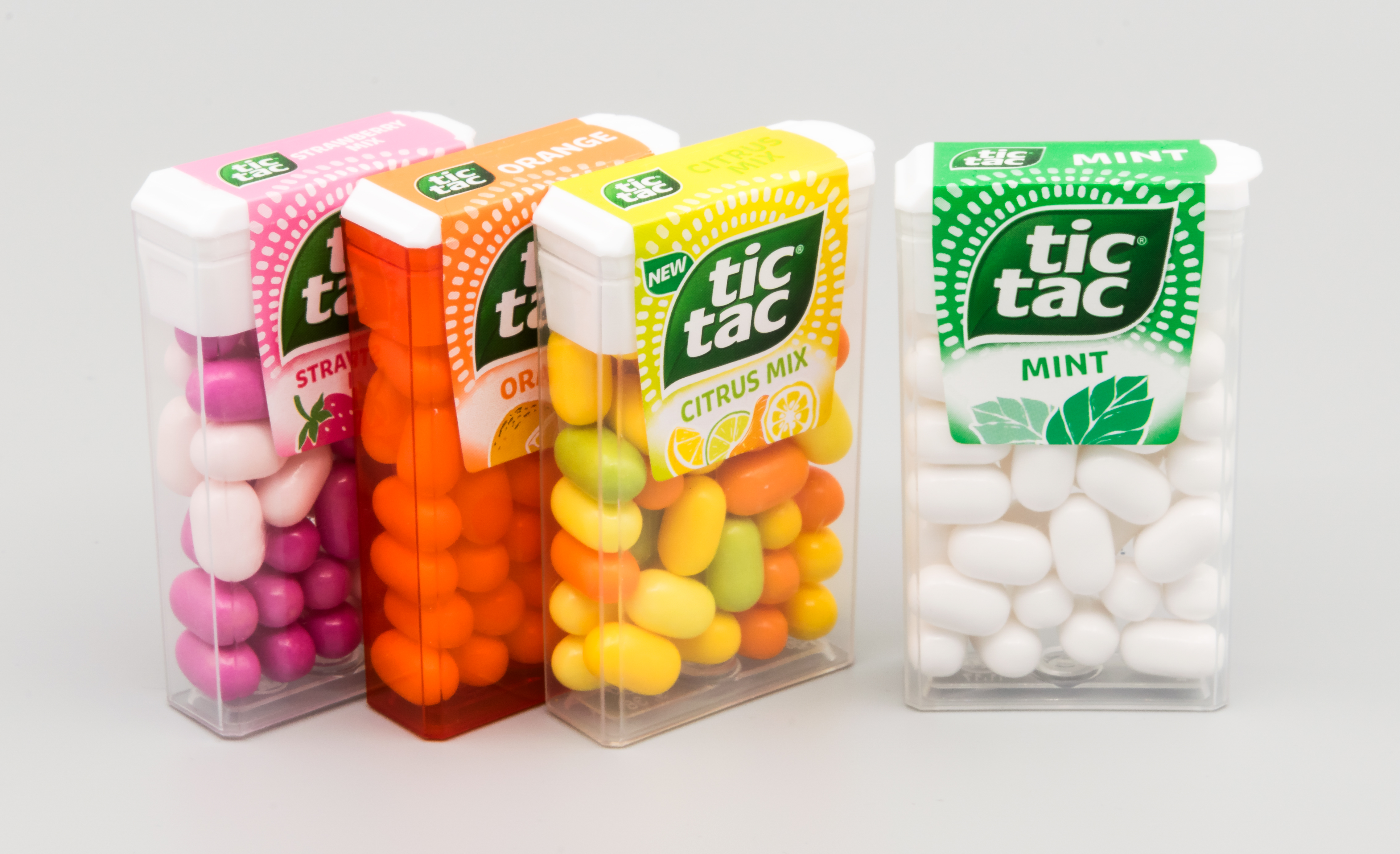
Tic Tac o różnych smakach

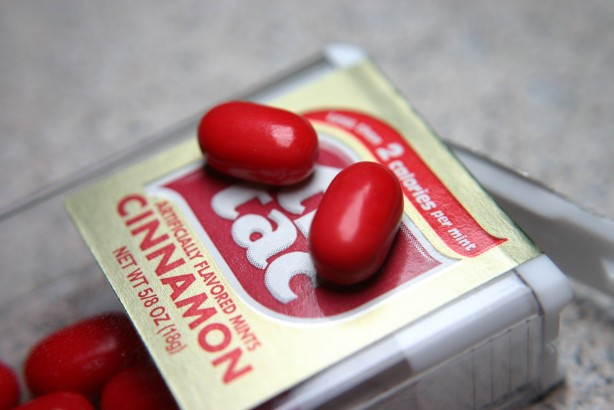
Cynamonowa edycja limitowana w USA

Tic Tac (zapis stylizowany tic tac, w Polsce potocznie zwane tik-takami) – marka drażetek produkowanych przez włoską firmę Ferrero od 1969 roku, sprzedawanych w małych przezroczystych plastikowych opakowaniach, w różnych smakach. 
Drażetki Tic Tac były pierwszym produktem eksportowym Ferrero sprzedawanym do Stanów Zjednoczonych, a później na skalę globalną. Z upływem czasu odniosły wielki sukces marketingowy; już w 2001 roku w samych Stanach Zjednoczonych sprzedawano 95 milionów sztuk. Kontrowersje wokół drażetek Tic Tac dotyczyły już wówczas powiązań z biznesem nikotynowym, globalnym przemysłem cukierniczym (współpraca np. z Coca-Colą) i szkodliwości produktu; odnotowywano przypadki zachorowań na astmę od zażywania drażetek. Mimo to drażetki Tic Tac stały się rozpoznawalną częścią kultury masowej. Do ich zażywania przyznawał się prezydent Donald Trump; w polskojęzycznym przekładzie Shreka dokonanym przez Bartosza Wierzbiętę pojawiła się kwestia wypowiadana przez Osła: „Zainwestuj w tik-taki, bo ci jedzie!”